# Myctophum nitidulum
Myctophum nitidulum és una espècie de peix de la família dels mictòfids i de l'ordre dels mictofiformes.

## Morfologia
- Els mascles poden assolir 8,3 cm de longitud total.[1][2]

## Reproducció
- És ovípar amb larves i ous planctònics.[3]
- Les femelles assoleixen la maduresa sexual en arribar als 4,8 cm de llargària i els mascles als 3,5.[4]

## Depredadors
A Corea és depredat per Sphyraena pinguis i a les Filipines per Lagenodelphis hosei, Stenella attenuata i Stenella longirostris.

## Hàbitat
És un peix marí i d'aigües profundes que viu entre 0-1.000 m de fondària.

## Distribució geogràfica
Es troba a les aigües tropicals i subtropicals de tots els oceans.